# Stara Rudna
Stara Rudna est une localité polonaise de la gmina de Rudna, située dans le powiat de Lubin en voïvodie de Basse-Silésie.

## Histoire
De 1742 à 1945, Alt Raudten fait partie de l'arrondissement de Steinau puis à partir de 1932, de l'arrondissement de Lüben dans le district de Liegnitz au sein de la province de Silésie.